# Sveriges klimatpolitik
Sveriges klimatpolitik är den politik som svenska staten för om klimatförändring och om en klimatomställning, både i Sverige och internationellt. Den har varit en föregångare i internationella ansträngningar för att hantera klimatförändringarna, med en omfattande ram av klimatpolitik och klimatmål som syftar till att begränsa dess effekter. Denna ram bygger på en kombination av nationell lagstiftning, internationella avtal och ett åtagande att ställa om till ett hållbart och klimatneutralt samhälle.

## Historia
Sveriges fokus på klimatförändringar kan spåras tillbaka till oljekriserna på 1970-talet, vilket ledde till en omställning bort från oljeberoende. Detta innebar en snabb ökning av användningen av vattenkraft och kärnkraft, utveckling av biobränslen i fjärrvärmeverk och vedeldade pannor, samt ekonomiska incitament för att förbättra energieffektiviteten i byggnader genom värmepumpar och tilläggsisolering. Sedan dess har Sverige successivt minskat sina växthusgasutsläpp, tidigare än de flesta andra industrialiserade länder. 1991 infördes Lag (1990:582) om koldioxidskatt och Sverige blev ett av de första länderna med koldioxidskatt.
I en rankning av den tyska miljöorganisationen Germanwatch hamnade Sveriges klimatpolitik 2024 på 41 plats, efter att ha legat femma 2021.

## Politisk organisation och styrning
Sveriges klimatpolitik styrs av en kombination av internationella åtaganden, nationella lagar och mål, samt myndighetsarbete.

### Över- och mellanstatlig nivå
Sveriges engagemang på över- och mellanstatlig nivå har kännetecknats av ett starkt åtagande till olika internationella avtal och samarbeten.

#### Sveriges internationella åtaganden och mål
- FN:s ramkonvention om klimatförändringar (UNFCCC): Sverige är engagerat i UNFCCC, som antogs 1992 med syftet att förhindra klimatförändringar och stabilisera växthusgaskoncentrationerna i atmosfären.
- Kyotoprotokollet: Sverige var part i Kyotoprotokollet, som syftade till att minska de årliga utsläppen av växthusgaser med 5,2 % fram till 2012.[6][7]
- Parisavtalet: Sverige ratificerade Parisavtalet 2016 och åtog sig att begränsa den globala uppvärmningen till väl under 2 grader Celsius, helst till 1,5 grader Celsius, jämfört med förindustriella nivåer.
- Mål för 2030 enligt EU-lagstiftning: Följande etappmål ingick i 2020 års version av EU:s NDC:er, och är bindande enligt EU-förordningar:
  - Utsläppen av växthusgaser ska vara 63 procent lägre 2030 jämfört med 1990 (förutom företag som omfattas av EU:s utsläppshandel).[8]
  - Sveriges utsläpp från sektorer utanför EU och ETS ska reduceras från 2005 års nivåer med minst 40 procent.[9][10]

### Statlig nivå
Som en följd av ratificeringen av Parisavtalet antog riksdagen 2017 ett klimatpolitiskt ramverk för Sverige. Den innebar att Sverige antog en långsiktig och rättsligt bindande struktur för klimatpolitiken, inklusive ett nettonollmål för utsläpp till 2045, nationella klimatmål och en klimatlag. Ramverket stärker statens ansvar genom krav på årlig klimatredovisning och integrering av klimatfrågor i all politik.

#### Klimat- och näringslivsdepartementet
Detta departement, som är en sammanslagning av Miljödepartementet och Näringsdepartementet, ansvarar för frågor om klimat- och miljöpolitik, energi, näringslivsutveckling, tillväxt och turism. Departementschef sedan 2022 är energi- och näringsminister samt vice statsminister Ebba Busch. Klimatfrågorna leds av klimat- och miljöminister Romina Pourmokhtari.

#### Nationella mål
Sveriges nationella energi- och klimatmål innefattar, utöver EU:s mål, etappmål för fossila utsläpp i Sverige totalt och från transportsektorn samt för energianvändning i Sverige 2020, 2030, 2040 och 2045, Utöver ovanstående globala klimatmål och klimatmål för EU har Sverige åtagit sig mål enligt följande beslutsdokument:
- Mål för 2020: Sveriges riksdag beslöt 2009 om flera mål för år 2020:
  - Sverige skulle minska sina utsläpp med upp till 40 procent till 2020 jämfört med 1990.[6]
  - Energianvändningen skulle vara 20 procent effektivare år 2020 jämfört med 2008.[8]
  - Andelen förnybar energi skulle vara minst 50 procent av den slutliga energianvändningen år 2020.[8] Resultat: Målet uppfylldes, då andelen förnybar energi var 60,1 procent år 2020.[12]
  - Andelen förnybar energi i transportsektorn skulle vara minst 10 procent.[8] Resultat: Målet nåddes, då andelen förnybar energi i transportsektorn var 31,9 procent år 2020.[13]
- Första målet i de 16 nationella miljömålen, vilka antogs av riksdagen 2010, är begränsad klimatpåverkan.[14]
- Mål för 2030: Etappmål för år 2030 har beslutats i Den nationella energiöverenskommelsen (politisk överenskommelse från 2016) och i Det klimatpolitiska ramverket (svensk lagstiftning från 2017):
  - Utsläppen för inrikes transporter (ej flyg) ska vara 70 procent lägre år 2030 jämfört med 2010.[8]
  - Energianvändningen ska vara 50 procent effektivare 2030 jämfört med 2005 (genom minskad energiintensitet).[8]
  - 63 procent minskning av Sveriges utsläpp från anläggningar som inte berörs av utsläppshandeln jämfört med 1990. I denna minskning kan 8 procentenheter vara kompenserande åtgärder, men om det utnyttjas måste utsläppen vara 52 procent lägre än de var 2005.[15]
- Mål för 2040:
  - 100 procent förnybar elproduktionen år 2040 är långsiktigt energipolitiskt mål i Energiöverenskommelsen 2016 (vilket i Tidöavtalet föreslås ändras till 100 procent fossilfri elproduktion, för att inte utesluta kärnkraft).
  - 75 procent lägre utsläpp av växthusgaser år 2040 jämfört med utsläppen år 1990, enligt Det klimatpolitiska ramverket, antaget 2017.[16]
- Mål för 2045: Det klimatpolitiska ramverket, antaget 2017,[16] vars efterlevnad utvärderas av Klimatpolitiska rådet, innefattar långsiktiga mål om:
  - Nettonollutsläpp (klimatneutralitet) senast år 2045.
  - Minst 85 procent av reduktionen av utsläpp ska ske inom Sverige år 2045.[8]

#### Lagar
- Miljöbalk (1998:808) är den övergripande lagen som behandlar för klimatrelaterade frågor i Sverige, eftersom den reglerar hur naturresurser ska användas och skyddas, samt sätter ramar för hållbar utveckling genom krav på miljöhänsyn i verksamheter och projekt. Lagen främjar minskning av utsläpp och klimatpåverkan genom prövning och tillsyn av miljöfarliga verksamheter.
- Klimatlagen (2017:720): Denna lag fastställer att regeringens klimatpolitiska arbete ska utgå från de långsiktiga utsläppsmål som riksdagen har fastställt. Lagen kräver också att regeringen ska lämna en klimatredovisning med budgetpropositionen samt en klimatpolitisk handlingsplan vart fjärde år.
- Lag (1994:1776) om skatt på energi: Denna lag reglerar koldioxidskatten.
- Lag (2020:1173) om vissa utsläpp av växthusgaser: Reglerar handeln med utsläppsrätter i Sverige.

#### Myndigheter
Här är några av de myndigheter som främst har uppdrag relaterade till klimatförändringarna. Det finns även andra myndigheter som gör mindre insatser, eller har att ta dem i beaktning i sin verksamhet.
- Naturvårdsverket: Denna myndighet ansvarar för planering, utredning och prövning av frågor om tilldelning av utsläppsrätter i Sverige. Naturvårdsverket har också tillsynsansvaret.
- Klimatpolitiska rådet: Inrättades 2018 och är ett oberoende tvärvetenskapligt expertorgan som utvärderar om regeringens samlade politik är förenlig med de klimatmål som riksdag och regering har beslutat. Rådet ska även bidra till en ökad diskussion om klimatpolitiken i samhället.

- Energimyndigheten:  Ansvarar för att samordna och följa upp Sveriges energi- och klimatmål.
- SMHI: har i uppdrag att tillhandahålla kunskap, data och analyser om klimatförändringar och deras effekter för att stödja samhällets anpassning och planering. Myndigheten arbetar även med att utveckla klimatscenarier, övervaka väder- och klimatförhållanden samt främja forskning och samverkan inom klimatområdet.
- Formas: har i uppdrag att finansiera forskning och innovation inom hållbar utveckling, med fokus på klimat, miljö, areella näringar och samhällsbyggande. Myndigheten stödjer projekt som bidrar till att lösa klimatutmaningar och utveckla hållbara samhällslösningar baserade på vetenskaplig kunskap.

### Regional nivå
Det finns inte mycket styrning som tvingar regioner att bedriva klimatarbete. Genom bland annat plan- och bygglagen åläggs dock regionerna att ta hänsyn till miljö och hållbar utveckling i den regionala utvecklingsplaneringen.

### Kommunal nivå
På samma sätt som för regionerna finns inte mycket styrning som tvingar kommuner att bedriva klimatarbete. En undersökning från 2023 av  Sveriges Kommuner och Regioner visar ändå på ett engagerat frivilligt arbete. Enligt Klimatkollen hade 141 kommuner i januari 2025 en klimathandlingsplan.